# André Jolles
Johannes Andreas „André“ Jolles  (Den Helder, 7 de agosto de 1874 - Leipzig, 23 de febrero de 1946) fue un catedrático de universidad, historiador del arte y lingüista alemán. En la actualidad es conocido principalmente por su obra principal  ‘Einfache Formen’ o ‘formas simples’  para la categorización   literaria  de la relatos orales como leyendas, mitos y cuentos de hadas

## Obras (selección)
- Vitruvs Aesthetik. Diss. Freiburg i.Br., 1906 (Volltext).
- Die ägyptisch-mykenischen Prunkgefässe. Habilitationsschrift (Freiburg i.Br.). In: Jahrbuch des Kaiserlichen Deutschen Archäologischen Instituts. Band 23, 1908, S. 209–250.
- Von Schiller zur Gemeinschaftsbühne. Leipzig 1919.
- Bezieling en Vorm. Essays over letterkunde. Tjeenk Willink, Haarlem 1923. (Niederländisch)
- Einfache Formen. Legende, Sage, Mythe, Rätsel, Spruch, Kasus, Memorabile, Märchen, Witz. Halle (Saale) 1930 (Forschungsinstitut für Neuere Philologie Leipzig: Neugermanistische Abteilung; 2) Online; Neudruck Darmstadt 1958.
- Die Freimaurerei. Wesen und Brauchtum. Erstes Buch: Die Entstehung der Freimaurerei. Nordland-Verlag, Berlin <nicht erschienen> (Quellen und Darstellungen zur Freimaurerfrage; 5).